# Наумовка (Акмолинская область)
Нау́мовка (каз. Наумовка) — село в Аккольском районе Акмолинской области Казахстана. Административный центр Наумовского сельского округа. Код КАТО — 113247100. Основано в 1903 году

## География
Село расположено в северо-западной части района в урочище Кызыл у истоков плесовой реки Бокак-кара-су, на расстоянии примерно 43 километров (по прямой) к северо-западу от административного центра района — города Акколь.
Абсолютная высота — 365 метров над уровнем моря.
Климат холодно-умеренный, с хорошей влажностью. Среднегодовая температура воздуха отрицательная и составляет около −3,3°С. Среднемесячная температура воздуха в июле достигает +19,4°С. Среднемесячная температура января составляет около −15,1°С. Среднегодовое количество осадков составляет около 430 мм. Основная часть осадков выпадает в период с июня по август.
Ближайшие населённые пункты: село Кемеркол — на юго-востоке, село Капитоновка — на западе.

## Население
В 1989 году население села составляло 1049 человек (из них русские — 42 %, немцы — 22 %).
В 1999 году население села составляло 940 человек (475 мужчин и 465 женщин). По данным переписи 2009 года в селе проживало 735 человек (367 мужчин и 368 женщин).
| Численность населения | Численность населения | Численность населения |
| 1989                  | 1999                  | 2009                  |
| --------------------- | --------------------- | --------------------- |
| 1049                  | ↘940                  | ↘735                  |